# Ectemnius cephalotes
Ectemnius cephalotes ist eine Grabwespe aus der Familie der Crabronidae.

## Merkmale
Die weiblichen Grabwespen erreichen eine Körperlänge von bis zu 17 Millimetern, die Männchen sind zwischen 9 und 14 mm groß. Die Färbung von Ectemnius cephalotes kann variieren und die Grabwespen können deshalb mit einigen sehr ähnlichen verwandten Arten der Gattung Ectemnius verwechselt werden. Die Grabwespen sind überwiegend schwarz gefärbt. Am Vorderrand des Thorax befinden sich zwei gelbe Flecke. Der Hinterleib weist gelbe Querstreifen auf, die auch unterbrochen sein können. Die Flügel sind bräunlich gefärbt. Der Scapus ist bei beiden Geschlechtern gelb gefärbt. Die Geißelglieder der Männchen weisen keine Zähnchen auf. Charakteristisch für die Art sind feine Furchen auf dem Mesoscutum (Rückenplatte), welche bei beiden Geschlechtern auftreten. Dabei verlaufen diese Furchen auf der vorderen Hälfte des Mesoscutums in Querrichtung. Das Scutellum der Weibchen ist teilweise gelb gefärbt. Für die Weibchen gilt außerdem: Auf der Unterseite der vorderen Femora nahe dem apikalen Ende befindet sich ein größerer gelber Fleck. Ein schwarzer Fleck befindet sich auf der Innenseite der vorderen Tibien. Die Basitarsen sind gelb gefärbt.

## Vorkommen
Ectemnius cephalotes ist in Europa weit verbreitet. Ihr Vorkommen reicht von Fennoskandinavien und den Britischen Inseln im Norden bis in den Mittelmeerraum im Süden. Nach Osten reicht das Vorkommen bis in das nördliche Asien (Kaukasus, Uralgebirge). In Nordamerika wurde die Art eingeschleppt. Dort kommt sie in Kanada (Québec, Ontario, British Columbia) und im Nordosten und Nordwesten der Vereinigten Staaten vor. Ectemnius cephalotes gilt in Mitteleuropa als eine der häufigeren Arten der Gattung.

## Lebensweise
Die Art ist univoltin, das heißt, sie bildet eine Generation im Jahr. Die Grabwespen beobachtet man von Juni bis Oktober. Die Lebensweise von Ectemnius cephalotes ist vergleichbar mit der anderer Arten der Gattung Ectemnius. Die Weibchen legen in Weichholz ihre Nisthöhlen an und bevorraten diese mit erbeuteten Fliegen. Das Nest wird mit mehreren Kammern angelegt. Pro Kammer wird ein Ei abgelegt. Die geschlüpften Larven ernähren sich von dem Vorrat.

## Parasiten
Die Blumenfliegen Eustalomyia festiva und Eustalomyia hilaris gelten als Kleptoparasiten, welche ihre Eier in die Nester der Grabwespen platzieren.

## Galerie

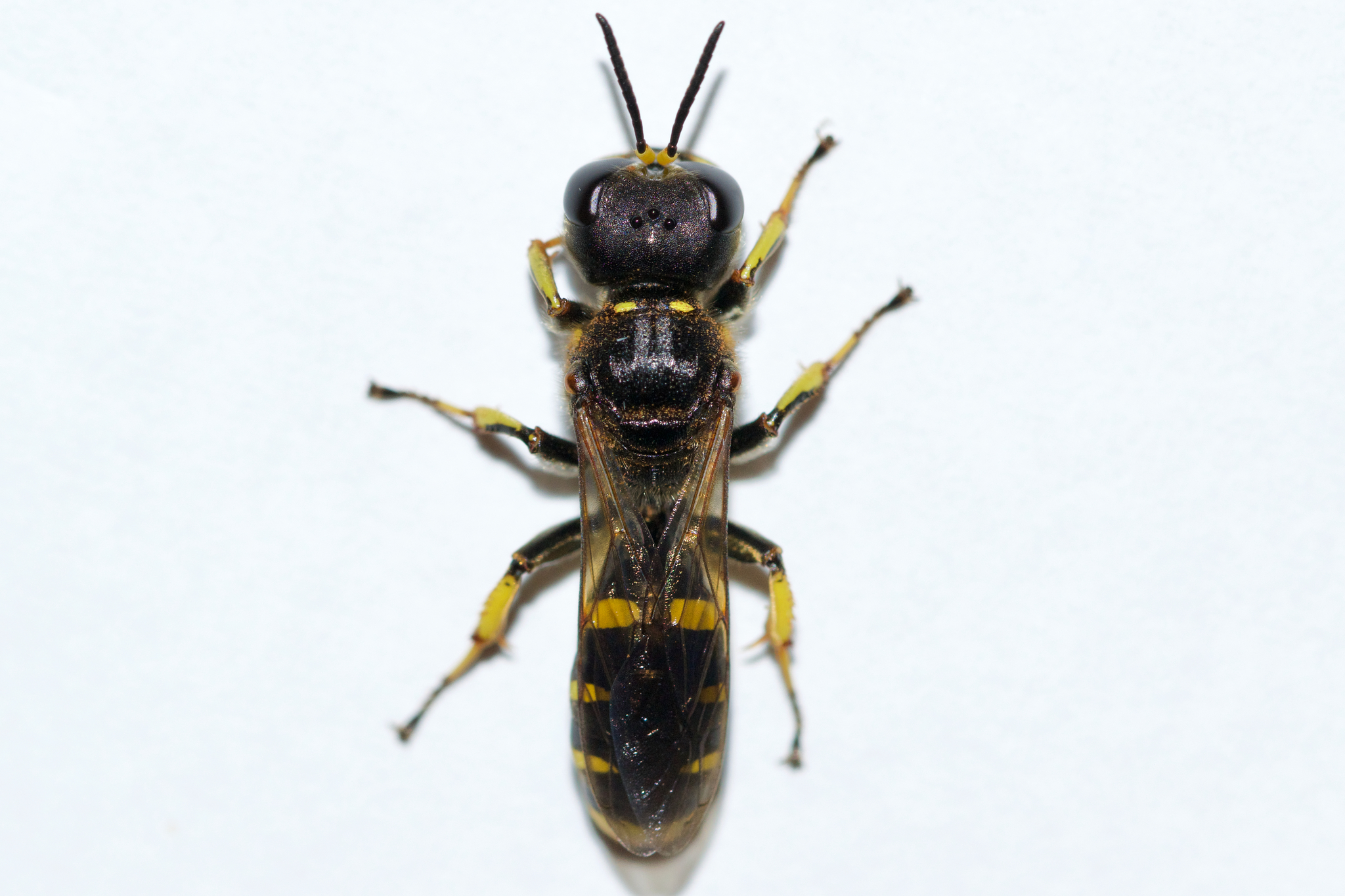
Dorsalansicht
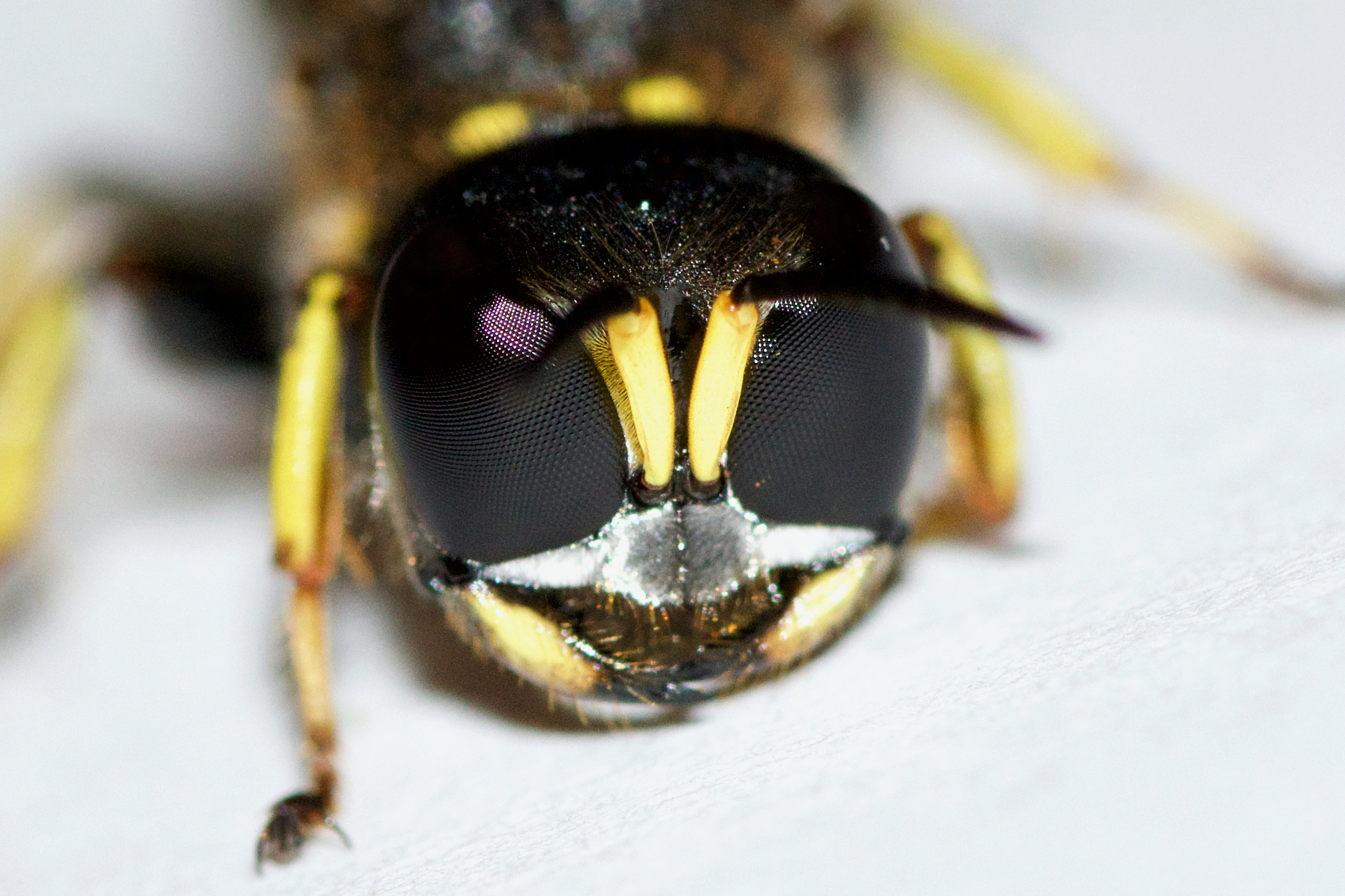
Frontalansicht
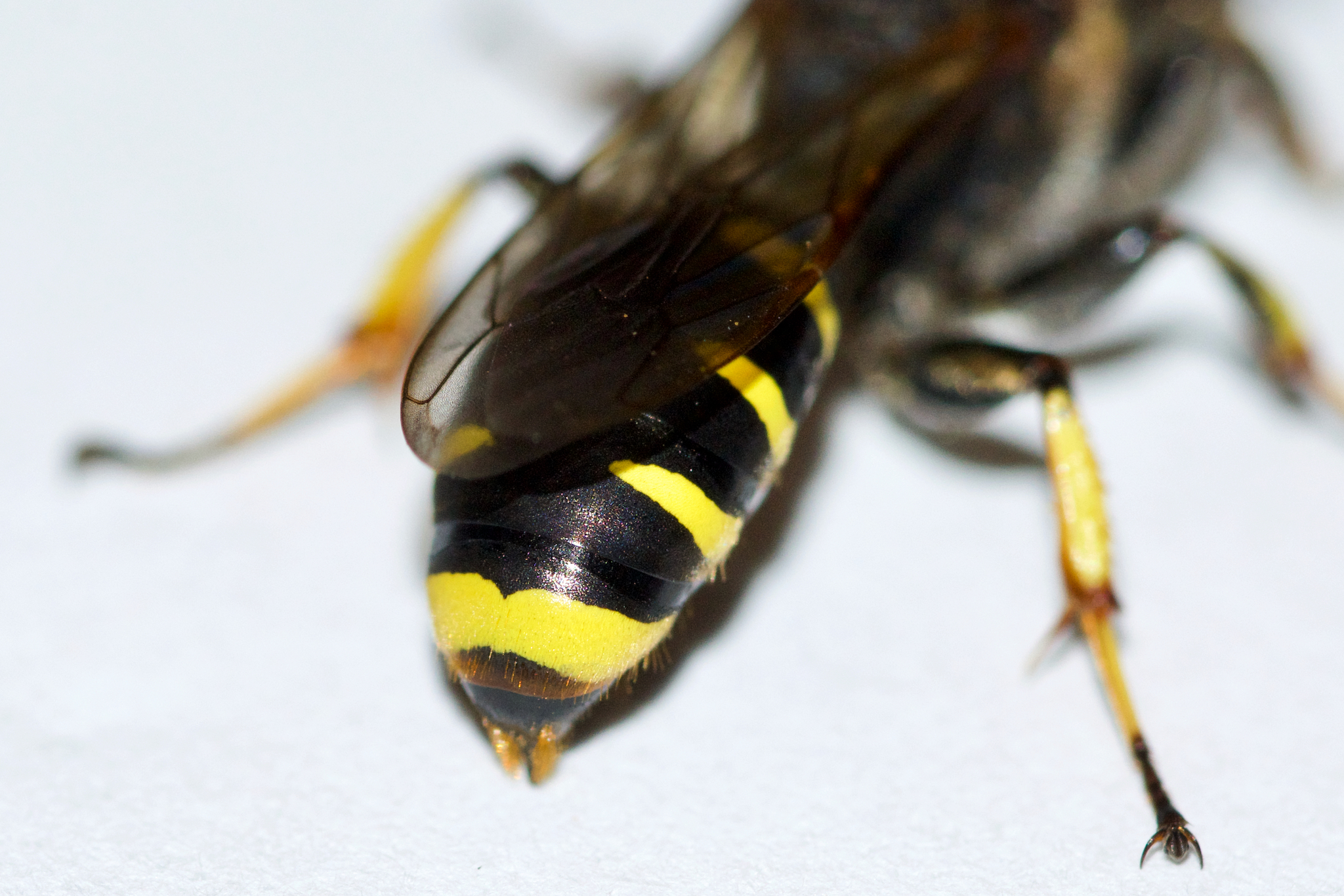
Rückansicht